# Meleoma innovata
Meleoma innovata is een insect uit de familie van de gaasvliegen (Chrysopidae), die tot de orde netvleugeligen (Neuroptera) behoort. 
Meleoma innovata is voor het eerst wetenschappelijk beschreven door Hagen in 1861.